# 伊勢二見鳥羽ライン
伊勢二見鳥羽ライン（いせふたみとばライン）は、三重県伊勢市朝熊町および伊勢市二見町江から伊勢市楠部町に至る道路である。三重県道路公社が管轄する伊勢二見鳥羽有料道路（いせふたみとばゆうりょうどうろ）であったが、2017年（平成29年）3月11日に無料開放された。自動車専用道路ではないが自動車専用道路とほぼ同等の通行規制がなされている。
三重県道37号鳥羽松阪線（伊勢IC - 二見JCT間）や国道42号（二見JCT - 二見浦出入口間）の一部であり、松下JCTで第二伊勢道路と接続されている。

## 概要

### 路線データ
- 起点 : 三重県伊勢市朝熊町[3]（鳥羽市境[3]・鳥羽IC[4]）
- 終点 : 三重県伊勢市楠部町[3]（伊勢IC[3]）
- 総延長 : 10.4 km[3]
  - うち国道42号 区間 : 5.1 km[3]
  - うち三重県道37号鳥羽松阪線 区間 : 5.3 km[3]
  - うちかつての有料区間 : 3.7 km[3]
- 道路規格 : 第3種第2級

## 歴史
地域内の道路、特に国道42号と三重県道37号鳥羽松阪線の交通渋滞の解消を目的として建設された。総事業費は335億円。世界祝祭博覧会（通称：まつり博・三重'94、7月22日から11月6日まで開催）の会場（三重県営サンアリーナ）へのメインアクセス道路であった。開通により伊勢市 - 鳥羽市間が約14分短縮された。
- 1987年（昭和62年） : 着工開始[7]。
- 1994年（平成6年）4月17日 : 開通式を挙行し、全線開通[8]。
  - まつり博開幕（7月22日）から暫くの間、側道の一般車両通行規制が行われた。これは側道を博覧会会場までの直通バス、タクシーなどの専用道路とすることで、本線が渋滞しても観光客の大量誘導ができる、との三重県公安委員会による見通しからであった。しかし、実際に博覧会が開幕しても、予想した渋滞は発生せず、直通バスなども本線を利用し、側道は殆ど使われなかった。そこで1ヶ月後に見直しを行い、9月上旬に規制を解除した[9]。
- 2001年（平成13年）4月 : 料金自動収受システムを導入（ETCのことではない）。これにより、朝熊料金所と二見料金所が無人化。
- 2013年（平成25年）9月14日 : 松下JCTの供用開始に伴い第二伊勢道路と接続[10]。
- 2015年（平成27年）
  - 9月9日 : 二見JCT - 松下JCT間（松下TNの伊勢側）の長さ35 mに渡って土砂崩れのため、同区間通行止め[11]。復旧は第42回先進国首脳会議（伊勢志摩サミット）に間に合わせる形で進められた[11]。
  - 10月23日 - 上記通行止め区間で片側交互通行を開始[12][13]。
  - 10月26日 - 2017年4月に無料開放することを発表[2]。無料化前倒しに伴う費用約9.6億円は三重県と地元3市（伊勢市・鳥羽市・志摩市）が2分の1ずつ負担する[2]。
- 2016年（平成28年）3月25日 - 片側交互通行を解除、全面復旧[13]。
- 2017年（平成29年）3月11日 - 無料開放[1]。朝熊東IC常設化。

## インターチェンジなど
- IC番号欄の背景色が■である部分については道路が供用済みの区間を示している。また、施設名欄の背景色が■である部分は施設が供用されていない、または完成していないことを示す。未開通区間の名称は仮称。
- 全て、所在地は三重県伊勢市。
- 英略字は以下の項目を示す。
IC : インターチェンジ、JCT : ジャンクション、TB : 本線料金所、TN : トンネル

### 本線
伊勢ICから朝熊ICまでの道路両側に側道が存在する。
| E23 伊勢自動車道 津・伊勢関・東名阪道名古屋方面 |              |                                |      |      |                              |
| 42                                              | 伊勢IC       | 国道23号                       | 0.0  | 10.4 |                              |
| -                                               | 楠部IC       | 三重県道37号鳥羽松阪線         | 1.4  | 9.0  |                              |
| -                                               | 朝熊IC       |                                | 2.8  | 7.6  |                              |
| -                                               | 朝熊東IC     |                                | 4.0  | 6.4  |                              |
| -                                               | 朝熊TB       | -                              | -    | -    | 2017年3月11日廃止            |
| -                                               | 二見JCT      | 二見浦方面                     | 5.3  | 5.1  |                              |
| -                                               | 松下TN       | -                              | ↓    | ↑    |                              |
| -                                               | 松下JCT      | 第二伊勢道路                   | 8.4  | 2.0  | 本線は第二伊勢道路と直結     |
| -                                               | （名称不明） |                                | -    | -    | 伊勢方面入口・現在は廃止済み |
| -                                               | 鳥羽IC       | 国道42号（鳥羽方面・伊勢方面） | 10.4 | 0.0  |                              |

### 二見浦方面
| IC 番号 | 施設名     | 接続路線名 | 起点から の距離 | 終点から の距離 | 備考              |
| ------- | ---------- | ---------- | --------------- | --------------- | ----------------- |
| -       | 二見JCT    | 本線       | 0.0             | 1.3             |                   |
| -       | 二見TB     | -          | -               | -               | 2017年3月11日廃止 |
| -       | 三津交差点 |            | 0.3             | 1.0             |                   |
| -       | 二見ヶ浦TN | -          | ↑               | ↓               |                   |
| -       | 茶屋交差点 | 国道42号   | 1.3             | 0.0             |                   |

## 車線・最高速度
| 区間       | 区間                 | 車線 上下線=上り線+下り線 | 最高速度 |
| ---------- | -------------------- | ------------------------- | -------- |
| 本線       | 伊勢IC - 二見JCT     | 4=2+2                     | 60 km/h  |
| 本線       | 二見JCT - 鳥羽IC     | 2=1+1                     | 50 km/h  |
| 二見浦方面 | 二見JCT - 茶屋交差点 | 2=1+1                     | 60 km/h  |

## 路線状況

### 交通量
国土交通省"平成22年度道路交通センサス 一般交通量調査 箇所別基本表"（2013年2月10日閲覧。）
| 地点             | 平日12時間        | 平日24時間        |
| 地点             | 2005年度⇒2010年度 | 2005年度⇒2010年度 |
| ---------------- | ----------------- | ----------------- |
| 伊勢市朝熊町     | 1,942台⇒2,860台   | 2,486台⇒3,632台   |
| 伊勢市二見町三津 | 1,942台⇒ 687台    | 2,486台⇒ 872台    |

交通量は、開通年の1994年（平成6年）に最高となる250万台を記録し 、以降は平均160万台で推移している。

## 有料時代の通行料金
- 伊勢IC - 朝熊IC間、二見JCT - 茶屋交差点間は暫定無料。
- 有料区間は、ETCやクレジットカードは使用不可で、料金自動収受機に現金を投入する形となっている。
- 料金の徴収期間は、1994年（平成6年）4月17日から2017年（平成29年）3月10日まで。

|                  | 軽自動車等 | 普通車 | 中型車 | 大型車 | 特大車 |
| ---------------- | ---------- | ------ | ------ | ------ | ------ |
| 朝熊IC - 鳥羽IC  | 200円      | 200円  | 200円  | 300円  | 600円  |
| 二見JCT - 鳥羽IC | 100円      | 100円  | 100円  | 150円  | 300円  |
| 朝熊IC - 二見JCT | 100円      | 100円  | 100円  | 150円  | 300円  |